# Poslední nádech (film, 2025)
Poslední nádech (v anglickém originále Last Breath) je britsko-americký filmový survival thriller z roku 2025, který režíroval Alex Parkinson a napsali ho Parkinson, Mitchell LaFortune a David Brooks. Hrají v něm Woody Harrelson, Simu Liu, Finn Cole a Cliff Curtis. Jedná se o hraný remake dokumentárního filmu z roku 2019, který Parkinson natočil společně s Richardem da Costou. Snímek sleduje skupinu hlubinných potápěčů, kteří spěchají, aby po nehodě zachránili uvízlého kolegu.
Film byl uveden do kin ve Spojených státech 28. února 2025, a to společnostmi Focus Features, respektive Entertainment Film Distributors. Od kritiků získal vesměs pozitivní hodnocení.

## Děj
Chris Lemons, Duncan Allcock a David Yuasa jsou hlubinní potápěči, kteří pracují na údržbě plynovodů v Severním moři. Během rotace žijí čtyři týdny v tlakové komoře na lodi a na dno moře se dopravují speciálním zvonem.
Při jedné misi jsou Lemons a Yuasa vysláni ven k opravě podvodní příruby, zatímco Allcock zůstává ve zvonu. Na hladině ale mateřská loď ztratí po výpadku počítače kontrolu nad svou pozicí a začne se od místa vzdalovat. Zvon je odtažen a Yuasa i Lemons se snaží dostat na vrchol konstrukce, aby se někde nezachytili.
Yuasa se dostane nahoru, ale Lemonsovi se zamotá přívodní kabel. Yuasa mu na poslední chvíli poradí přepnout na nouzovou kyslíkovou zásobu a slíbí, že se pro něj vrátí, než je i on odtažen se zvonem.
Lemons zůstává uvězněn, bez spojení a s deseti minutami kyslíku. Mezitím se posádce podaří znovu zprovoznit systém pozicování a loď se vrací. Pomocí podvodního robota lokalizují bezvědomého Lemmonse, ale kvůli jeho zaseknutí na podvodní konstrukci ho nedokážou zachránit.
Yuasa se vydává zpět a po 29 minutách od vyčerpání kyslíku Lemmonse vyzvedává. Allcock mu ve zvonu poskytne první pomoc – Lemons překvapivě začne znovu dýchat a poté i normálně mluvit. Lékaři později nedokážou vysvětlit, jak mohl přežít bez trvalého poškození mozku.
Trojice se po třech týdnech vrací do práce, aby dokončila svou misi.